# Дамиан (Воскресенский)
Архиепи́скоп Дамиа́н (в миру Дми́трий Григо́рьевич Воскресе́нский; 23 октября 1873, село Брусовое, Курская губерния — 3 ноября 1937, Сандармох) — епископ Русской православной церкви, архиепископ Курский и Обоянский.
Причислен к лику святых Русской православной церкви в 2000 году.

## Биография
Родился в семье священника.
Окончил Курское духовное училище, Курскую духовную семинарию (1894), Санкт-Петербургскую духовную академию (1905) со степенью кандидата богословия, Санкт-Петербургский Археологический институт.
В 1894 году — псаломщик Спасо-Преображенского собора города Путивля.
В том же году назначен надзирателем и учителем чистописания и черчения Старооскольского духовного училища.
С 6 января 1897 — священник церкви села Николаевка Путивльского уезда (ныне Бурынского района Сумской области Украины).
В 1901 после смерти жены поступил в Петроградскую духовную академию и одновременно в Петроградский археологический институт.
В 1904—1905 годах — благочинный академического духовенства и одновременно исполняющий священнические обязанности в Суворовской церкви Николаевской академии Генерального штаба (в связи с тем, что настоятель церкви Георгий Шавельский отбыл на фронт русско-японской войны).
27 ноября 1904 года пострижен в монашество с именем Дамиан.
С 1905 года — преподаватель Смоленской духовной семинарии.
С 1907 — смотритель Старооскольского духовного училища.
С 1908 — смотритель Обоянского духовного училища.
28 июля 1911 года назначен ректором Смоленской духовной семинарии с возведением в сан архимандрита по должности.

### Переславский епископ
С 29 апреля 1918 года — епископ Переславский, викарий Владимирской епархии.
В сентябре 1920 года Владимирский ревтрибунал приговорил его к лишению свободы на все время гражданской войны за хранение «контрреволюционной литературы и рукописей». Специальным предписанием ВЦИК был освобожден из тюрьмы.
2 ноября 1922 года уволен на покой постановлением обновленческого ВЦУ с назначением местожительства в Ташкенте.
В 1922 года был арестован по обвинению в сопротивлении изъятию церковного имущества, но фактически — за противодействие обновленческому движению. В обвинительном заключении говорилось: «Воскресенский, будучи не согласным с происходящими в церковной жизни событиями и не соглашаясь с проблемами реформ, отвечающими современному Советскому строю, вёл тайную агитацию среди народных масс, натравливая последних на лиц обновленческого церковного направления». 23 февраля 1923 года был выслан на два года в Туркестан.
С ноября 1925 года — епископ Переславский, управляющий Владимирской епархией.

### В григорианском расколе
22 декабря 1925 года Дамиан перешёл в григорианский раскол епископа Григория. На совещании раскольников избран членом Временного высшего церковного совета (ВВЦС) и вместе с другими восемью архиереями был зарегистрирован 2 января 1926 года. Подписал выработанный на совещании Наказ.
После наложенного митрополитом Сергием запрещения, вместе с архиепископами Григорием и Константином подписал письмо к местоблюстителю патриаршего престола митрополиту Петру с просьбой утвердить и благословить вновь организованный ВВЦС. Получив резолюцию митрополита Петра, ездил с другими делегатами в Нижний Новгород к митрополиту Сергию (Страгородскому).
2 февраля 1926 г. он подал заявление ВВЦС, где писал: «Выяснилось окончательно, что наш „совет и дело от человек“ (Деян. 5.38), а потому вполне обдуманно заявляю Вашему Высокопреосвященству о своем выходе из состава ВЦС. Ради мира церковного братски прошу Вас и прочих иерархов последовать моему смирению». Принят митрополитом Сергием в сущем сане.

### Курский епископ
С мая 1927 года — архиепископ Полтавский и Переяславский.
С 25 апреля 1928 года — архиепископ Курский. В июне-июле 1932 года в западных районах прошли массовые антиколхозные выступления под лозунгами: «Отдайте землю и волю, и крестьянскую власть», «Советская власть нас ограбила, нам нужна власть без колхозов», «Долой колхозы, долой Советскую власть — власть бандитов, давайте царя». По данным ОГПУ, в них участвовало до 63 тысяч человек. По мнению следствия, эти выступления были подготовлены организацией «Ревнители церкви», якобы созданной архиепископом Дамианом, который был арестован.
На следствии показал, что «своей задачей во время управления Курской епархией ставил объединение в первую очередь вокруг священнослужителей, подчинённых мне, и вокруг отдельных верующих мирян, групп граждан, которые являлись бы глубоко верующими и способными защищать интересы церкви; представляли бы из себя ячейки ревнителей церкви для борьбы с всякими посягательствами на церковь и для проповеди православия».
22 ноября 1932 года уволен на покой. В ноябре 1932 года арестован. 26 декабря 1932 года был судим вместе с группой своих приверженцев и приговорен постановлением Особого совещания при коллегии ОГПУ к расстрелу, замененному ссылкой на 10 лет в Соловецкий лагерь особого назначения. Там говорил другим заключённым, что «сейчас у нас в России наблюдается полное бесправие, которого нигде никогда не было, но в конце концов истина Божия должна восторжествовать».
9 октября 1937 года постановлением Особой тройки УНКВД СССР по Ленинградской области приговорён к расстрелу. 3 ноября 1937 расстрелян в урочище Сандармох (Карелия).

## Память о Дамиане
В 1998 году прошла конференция его памяти, впоследствии перешедшая в Дамиановские чтения.
В августе 2000 года на Юбилейном Архиерейском Соборе Православной Церкви архиепископ Курский Дамиан был причислен к лику святых как священномученик.
В 2006 году в Курске состоялись Третьи Дамиановские чтения по теме «Русская Православная Церковь и общество в истории России и Курского края».
В 2013 году в Курской ГСХА им. профессора И. И. Иванова 3-4 апреля состоялись «Десятые Дамиановские чтения: Русская Православная Церковь и общество в истории России и Курского края».

## Семья
У архиепископа Дамиана были два сына — Андриан и Михаил (затем сам ставший архиепископом).

## Труды
- Недостатки русской иконописи и средства к их устранению. СПБ, 1905.
- Св. Иоасаф, еп. Белгородский. // Финляндский православный сборник. 1910.
- Русское православие и западные исповедания в богослужении и обрядах. // Смоленские епархиальные ведомости. 1914 (есть отдельная книга).
- Отчет епископа Переславского Дамиана (Воскресенского) Патриаршему Местоблюстителю митрополиту Крутицкому Петру (Полянскому) о состоянии Переславского викариатства Владимирской епархии в 1925—1926 гг. // ИЗ ИСТОРИИ ВЛАДИМИРСКОЙ ЕПАРХИИ. ЕПИСКОП АФАНАСИЙ (САХАРОВ) И ЕПИСКОП ДАМИАН (ВОСКРЕСЕНСКИЙ) (1925−1926) // Вестник ПСТГУ II: История. История Русской Православной Церкви. 2013. Вып. 6 (55). С. 127—150